# Храм Иверской иконы Божией Матери на Всполье
Храм Иверской иконы Божьей Матери на Всполье — православный храм в районе Замоскворечье города Москвы. Относится к Москворецкому благочинию Московской епархии Русской православной церкви.
Главный престол освящён в честь Иверской иконы Пресвятой Богородицы, приделы — во имя святого Георгия-Победоносца и во имя Иоанна Воина. Храм является памятником архитектуры конца XVIII века, авторство проекта приписывается Ивану Еготову.
К югу от церковного владения находится другой памятник архитектуры — усадьба Киреевских-Карповой (№ 41/24), постройки 1817—1821. В обширном дворе между усадьбой и церковью — современная скульптура Эрнста Неизвестного «Возрождение» (2000 года).

## История

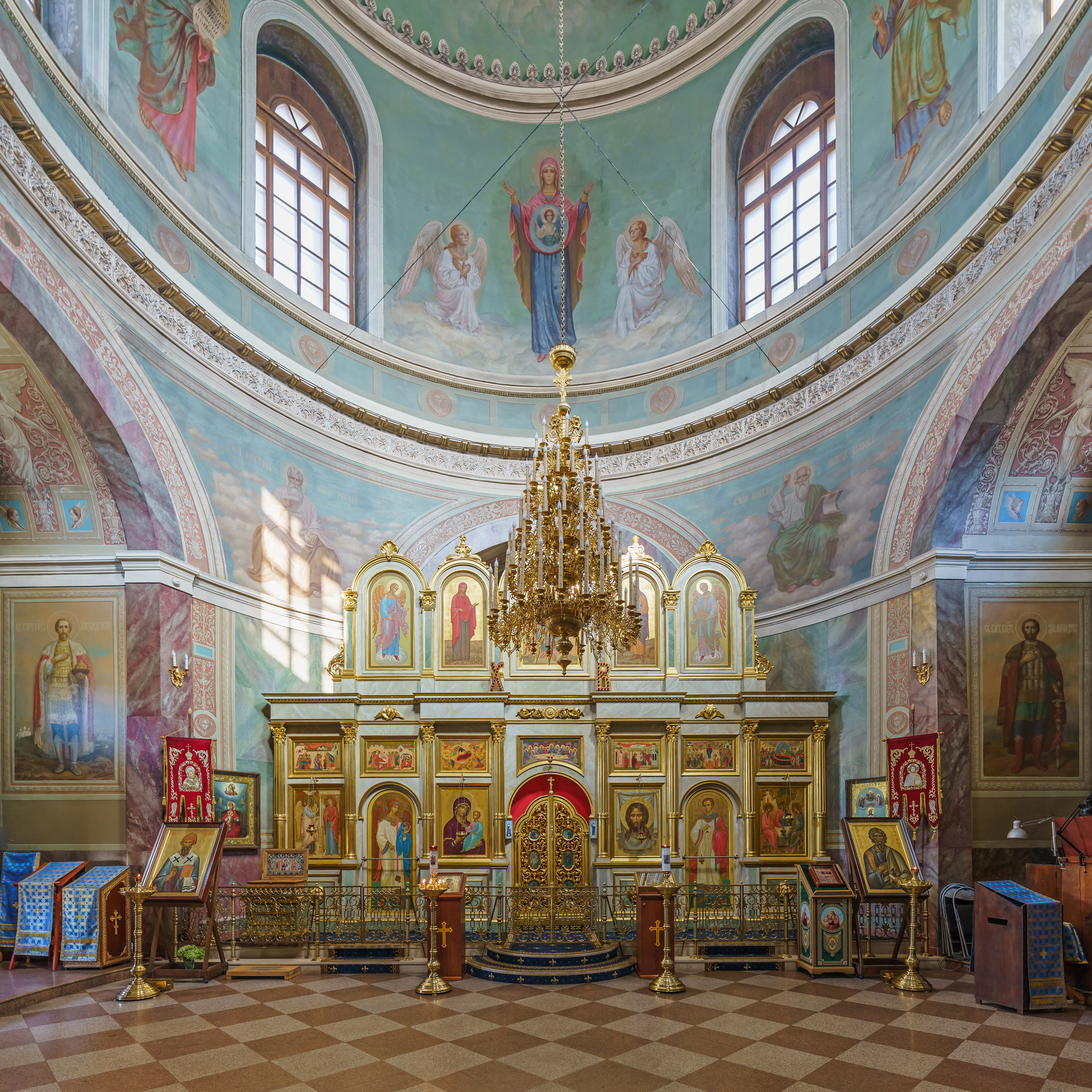
Интерьер храма

Первая каменная церковь Святого Георгия на этом месте («на Всполье», или «в Ордынцах») построена не позднее 1673 года на средства купца («гостя») И. С. Потапова. Существующая церковь построена в 1791—1802 на средства купца И. И. Савина. Храм последовательно обновлялся в течение XIX века без существенных изменений архитектурного облика.
Авторство Ивана Еготова не доказано документально, но весьма вероятно с учётом сухих, упрощённых классических форм постройки. Общий тип храма — цилиндр, перекрытый полусферой единственного купола — типичен для московского классицизма конца XVIII века. Широкая трапезная включает три внутренних объёма — квадратный центральный и два боковых, овальной формы — приделы мучеников Георгия Победоносца и Иоанна Воина. Колокольня поставлена непосредственно над входным порталом, сужая пространство центрального объёма трапезной.
В 1930 храм был закрыт советскими властями. Здесь располагались клуб вагоноремонтного завода и галерея современного искусства. В советские годы под куполом устроили внутренние перегородки на три этажа, снесли колокольню (она была выстроена лишь после возвращения здания церкви в 1994). Были полностью утрачены и ионические капители и базы колонн портика у главного входа.
Русской Православной Церкви храм был возвращён 12 июля 1994 года.